# Latvijas Radio

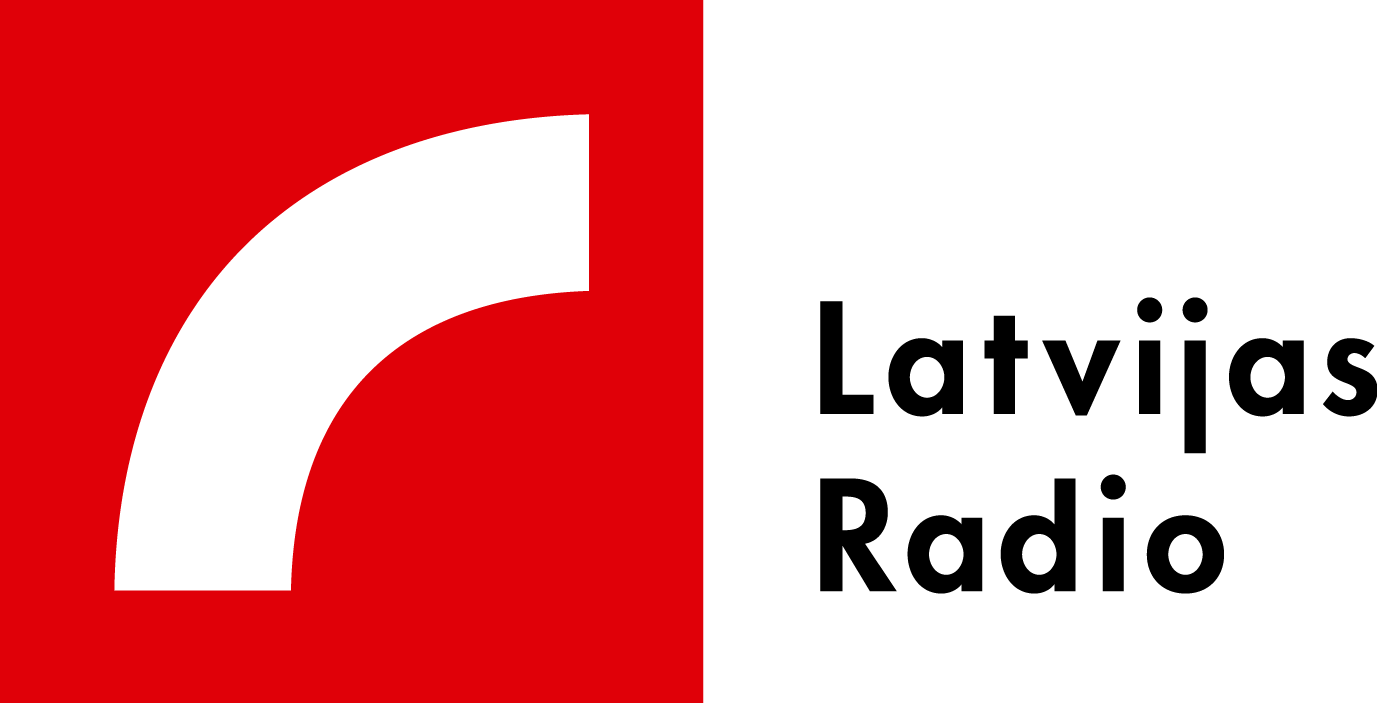
Das Logo der Rundfunkgesellschaft

Latvijas Radio (deutsch: Lettisches Radio, kurz: LR) ist eine öffentlich-rechtliche Rundfunkgesellschaft in Lettland mit Sitz in Riga (am Domplatz in der Altstadt). Latvijas Radio sendet sechs Programme im Hörfunk. LR arbeitet eng mit der zweiten öffentlich-rechtlichen Rundfunkgesellschaft, Latvijas Televīzija (LTV), zusammen, die für den Betrieb der Fernsehsender zuständig ist. Zusammen betreiben die Gesellschaften das landesweite Nachrichtenportal LSM (Latvijas Sabiedriskie Mediji, deutsch: Lettische öffentliche Medien) und den Streamingdienst LSM Replay.
Latvijas Radio wurde am 1. November 1925 gegründet und gilt heute als der größte Produzent für Radioprogramme in Lettland. Seit dem 1. Januar 1993 ist LR Teil der Europäischen Rundfunkunion (EBU).

## Programme

### Hörfunk
Alle Hörfunksender von LR sind landesweit verfügbar, mit der Ausnahme des Universitätsradios Latvijas Radio 6 NABA, das nur in der Hauptstadt Riga über eine FM-Frequenz verfügt.
- Latvijas Radio 1 (Informationen)
- Latvijas Radio 2 (Unterhaltung)
- Latvijas Radio 3 Klasika (klassische Musik)
- Latvijas Radio 4 Doma laukums (übersetzt: „vom Domplatz“, russisch: Домская площадь — russischsprachiges Programm)
- Latvijas Radio 5 pieci.lv (Jugendprogramm)
- Latvijas Radio 6 NABA (Universitätsradio der Universität Lettlands)

### Webchannels
Neben den nationalen Hörfunkprogrammen bietet Latvijas Radio fünf Webchannels an, die nur online hörbar sind, wie zum Beispiel über den eigenen Streamingdienst LSM Replay.
- Latvijas Radio 5 Hiti ("Hits", aktuelle Chartmusik)
- Latvijas Radio 5 Rīti ("Morgen", Musik für die Morgenroutine)
- Latvijas Radio 5 Latvieši ("Lettisch", lettischsprachige Musik)
- Latvijas Radio 5 Atklājumi ("Entdeckung", neue Musik)
- Latvijas Radio 5 Latgalieši ("Lettgallisch", Musik auf lettgallisch oder von Künstlern aus Lettgallen)

### Pop-up Webchannels
Zu bestimmten Anlässen veranstaltet Latvijas Radio Pop-up Webchannels, die nur für eine bestimmte Zeit online verfügbar sind. So gibt es jedes Jahr einen Kanal von LR5, der exklusiv Weihnachtshits ("Latvijas Radio 5 Ziemassvētki") spielt und zum Anlass des 80. Geburtstags des Komponisten Raimonds Pauls ein LR2-Programm ("Latvijas Radio 2 Maestro Radio"), das nur Musik des lettischen Künstlers spielt.
- Latvijas Radio 2 Maestro Radio (Musik von Raimonds Pauls)
- Latvijas Radio 5 Krimiāli Ekselents Radio (lettische Musik aus den 70er und 80er Jahren)[6]
- Latvijas Radio 5 Ziemassvētki ("Weihnachten", spielt Weihnachtshits)

## Logos

### Rundfunkgesellschaft

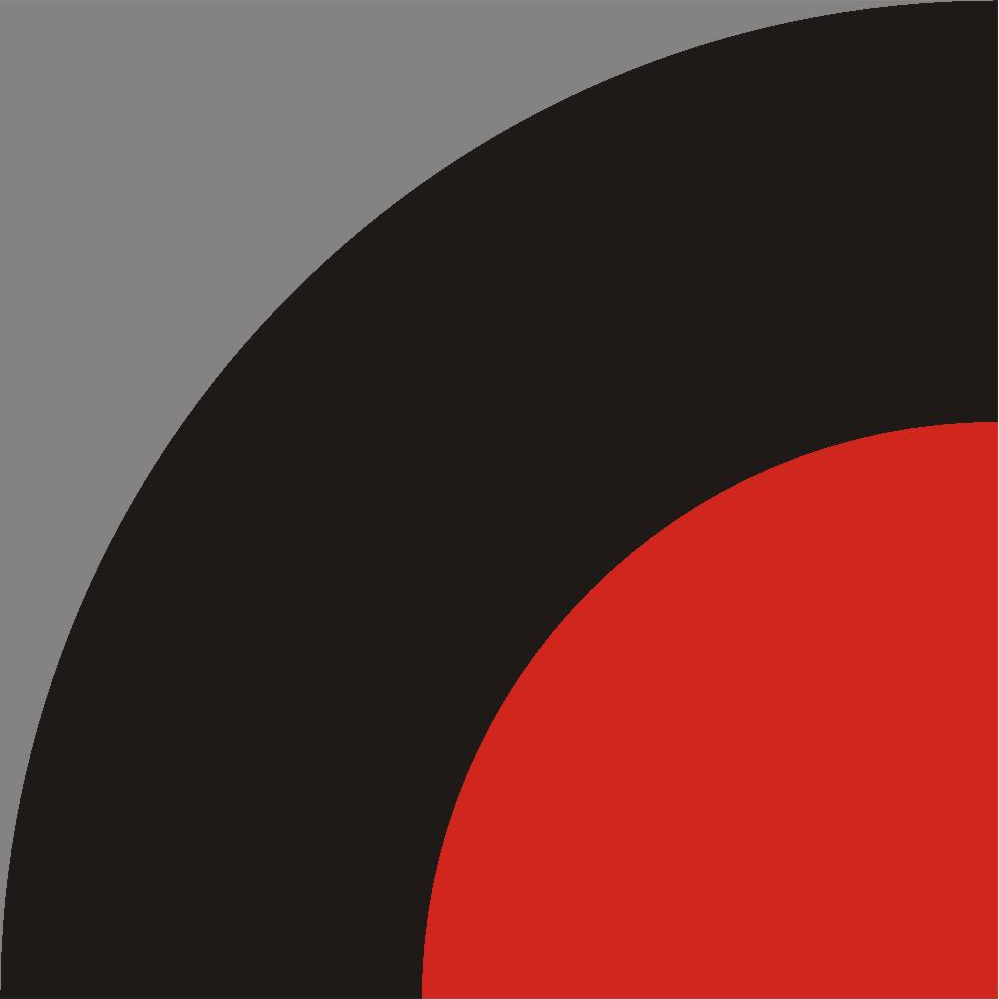
Ehemaliges Logo bis 2015
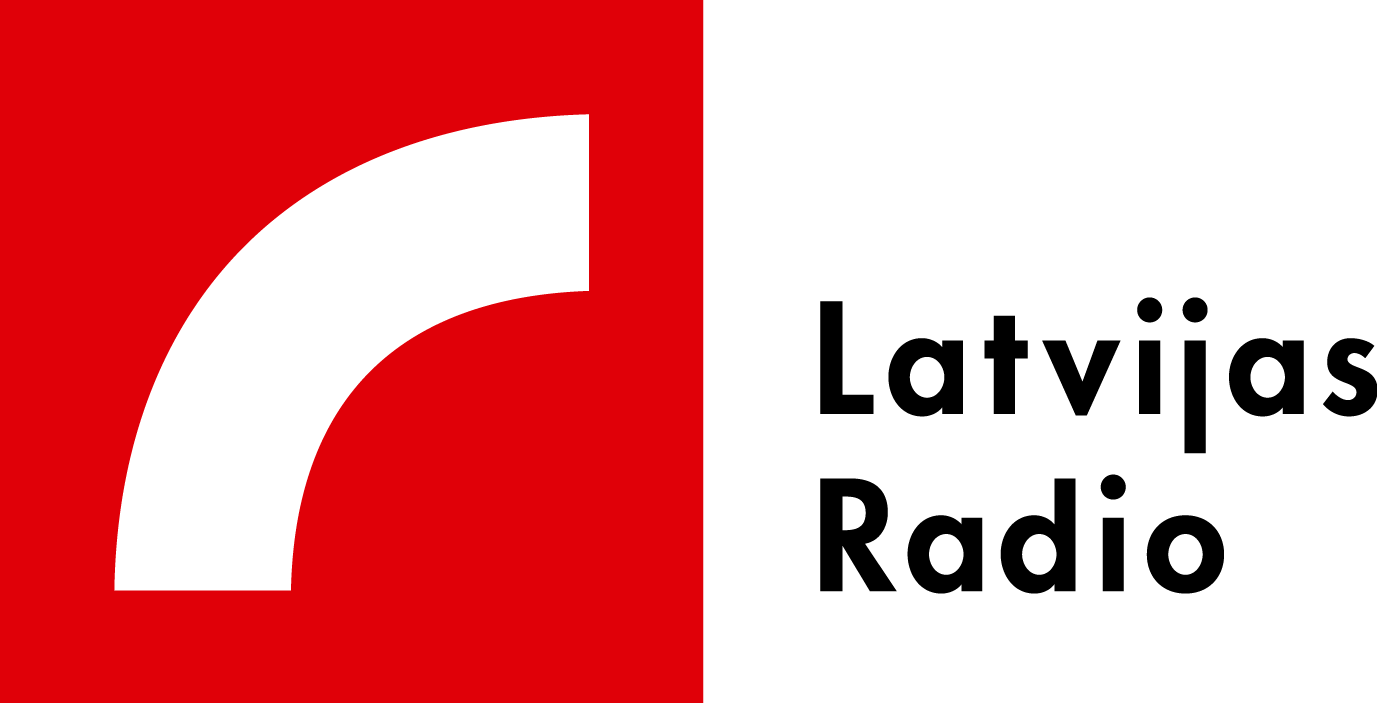
Seit 2015

### Hörfunksender

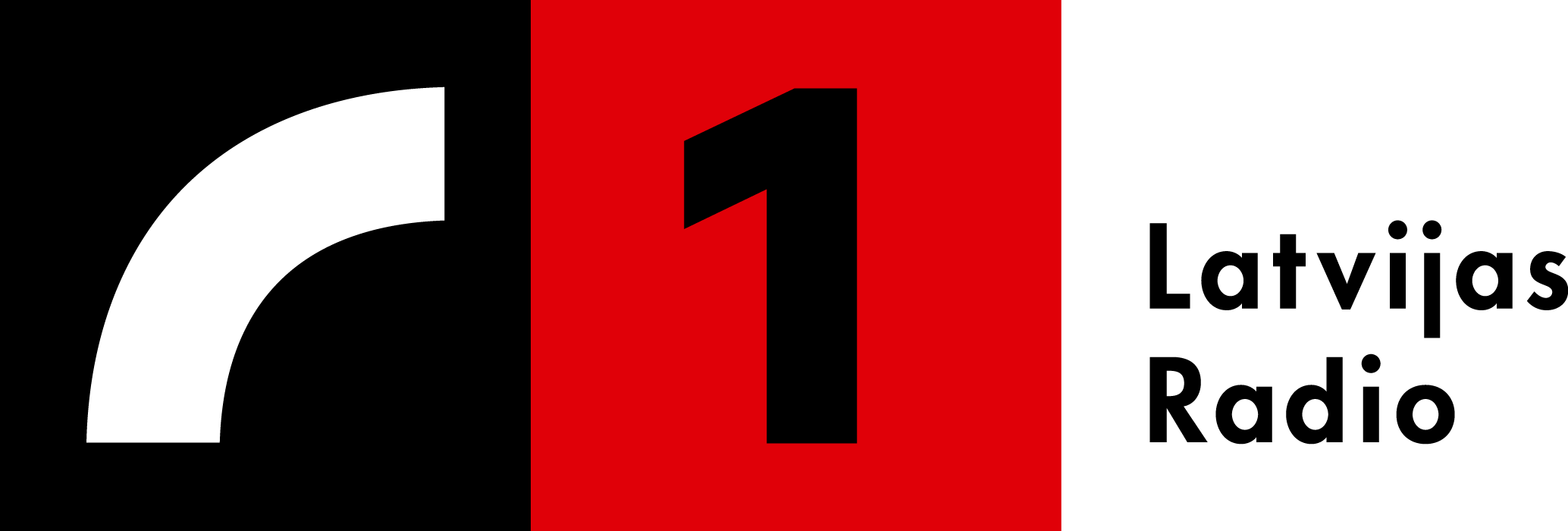
Latvijas Radio 1
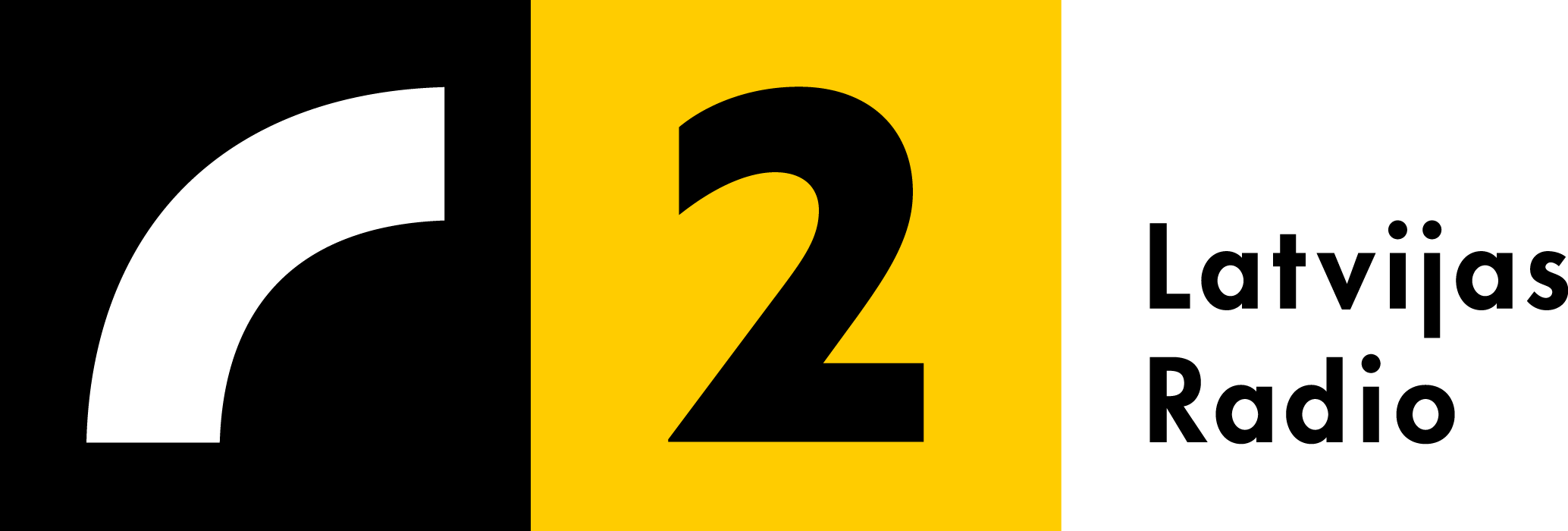
Latvijas Radio 2
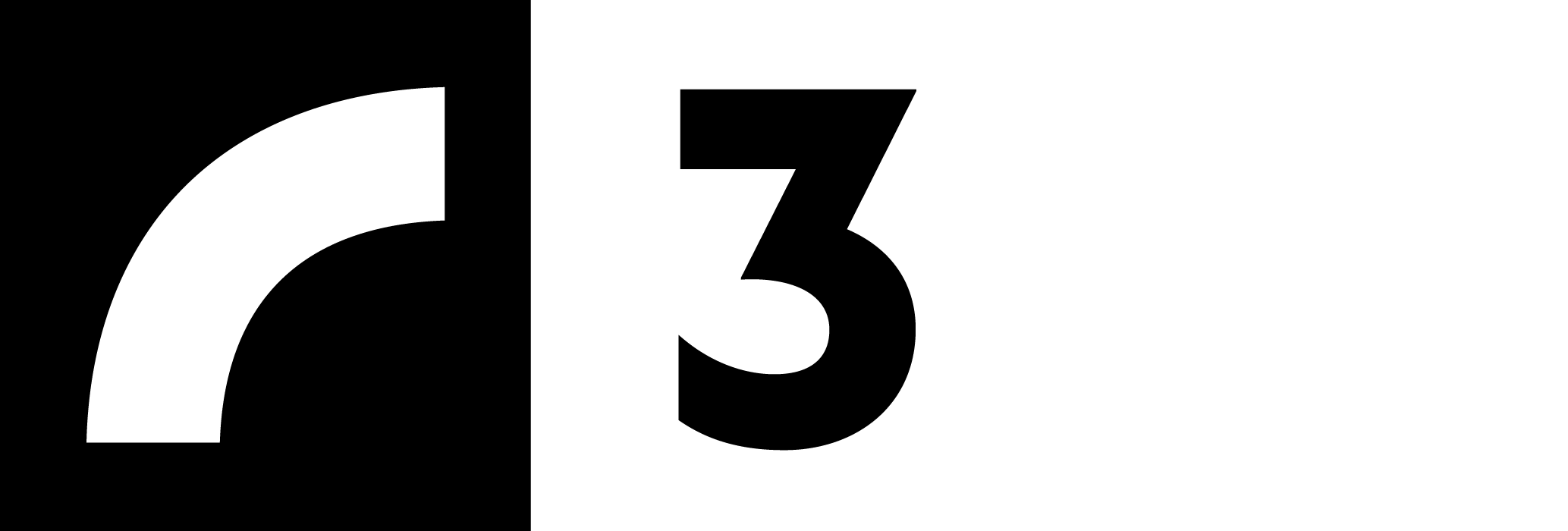
Latvijas Radio 3 Klasika
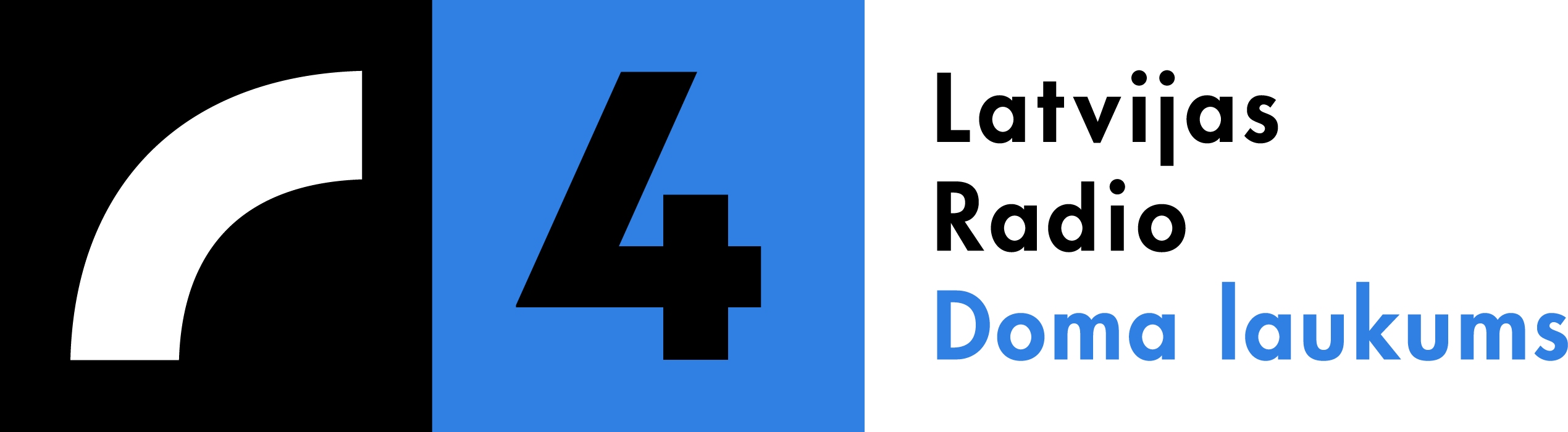
Latvijas Radio 4 Doma laukums
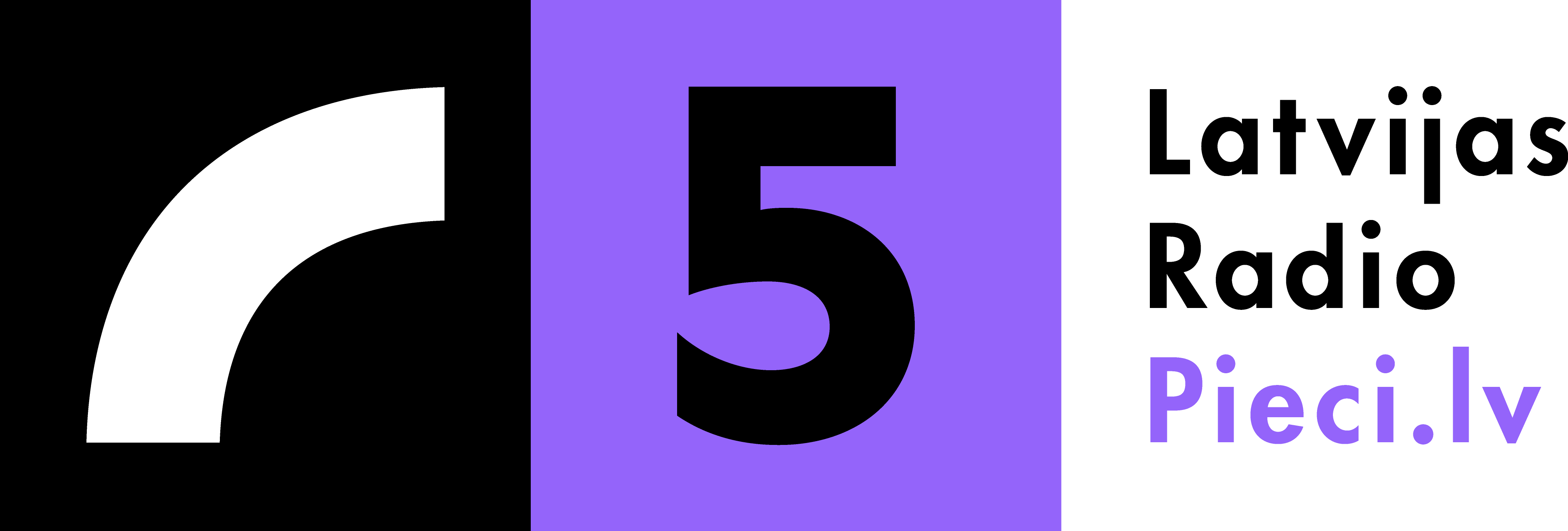
Latvijas Radio 5 Pieci.lv
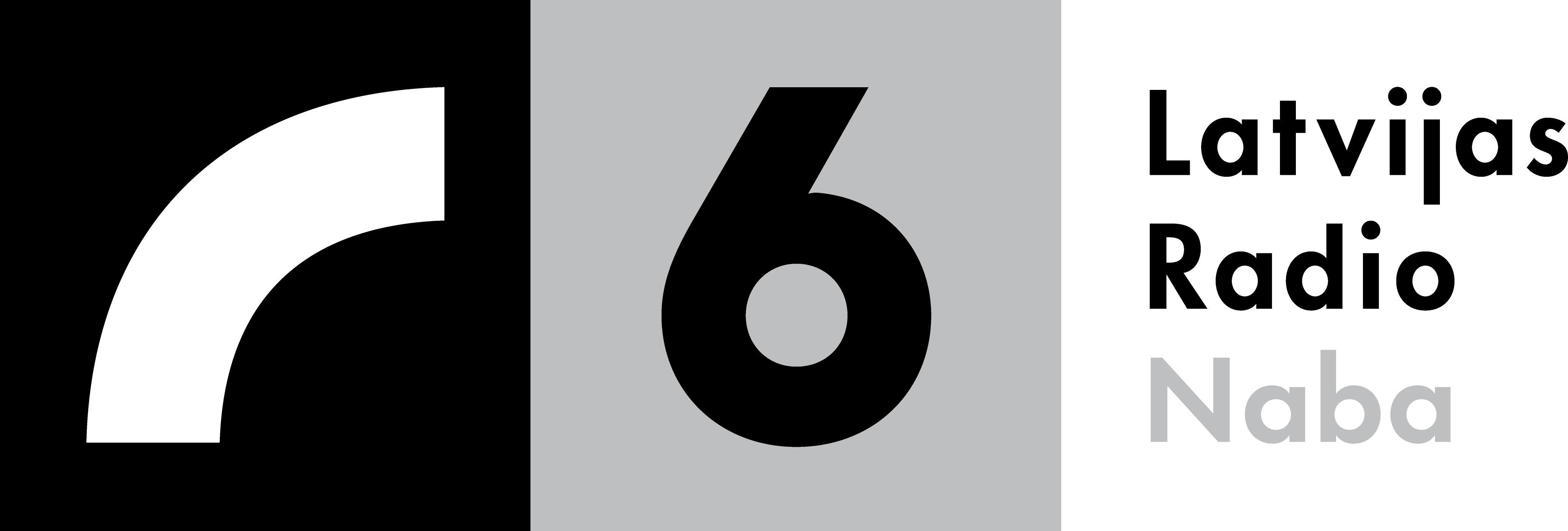
Latvijas Radio 6 NABA